# Stichting Logos

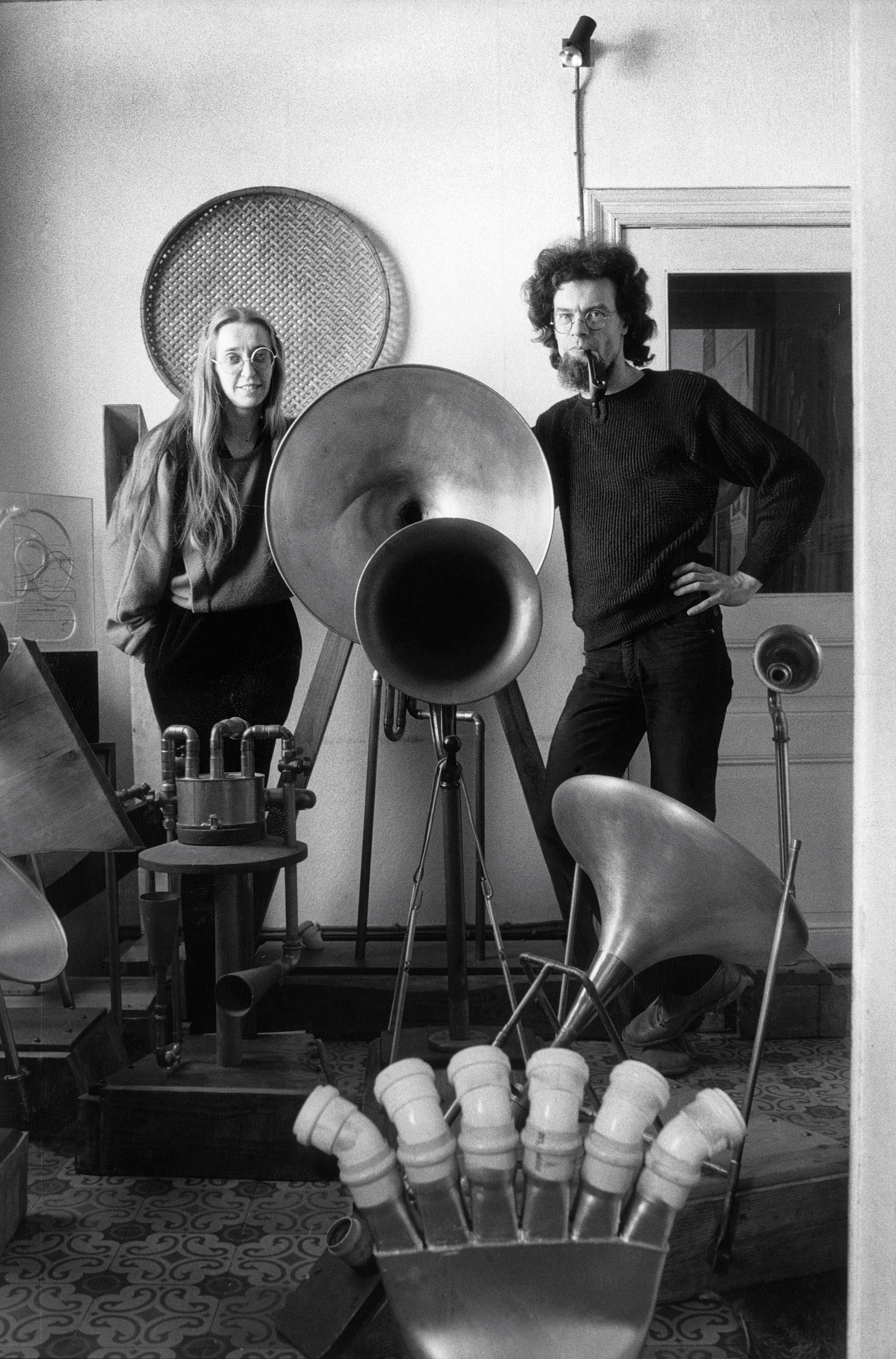
Moniek Darge en Godfried-Willem Raes, Stichting Logos, 1983

Stichting Logos (Engels: Logos Foundation) is een professionele artistieke organisatie opgericht in 1968. Het richt zich op de promotie van nieuwe muziek en audiogerelateerde kunsten, door middel van productie van nieuwe muziek, concerten, uitvoeringen, compositie, technologische onderzoeksprojecten en andere hedendaagse muziekgerelateerde activiteiten.
Stichting Logos (en haar concertzaal, de Logos Tetrahedron) is gevestigd in Gent.
Componisten Godfried-Willem Raes en Moniek Darge zijn de belangrijkste drijvende krachten achter Stichting Logos.
Sinds de laatste decennia van de 20e eeuw stimuleert Stichting Logos  muziekpublicatie in een auteursrechtvrij formaat.

## Logos Tetrahedron
De Logos Tetrahedron is een concertzaal in Gent. Het grenst aan de kantoren en de opnamestudio van de stichting. Het biedt plaats aan 150 personen en is uitgerust met geluids- en lichtinfrastructuur. Omdat de concertzaal de vorm heeft van een tetraëder, heeft deze geen rechte hoeken. Daardoor kunnen er geen staande golven ontstaan. Akoestische golven kunnen elkaar nooit in fase versterken en worden onder steeds wisselende hoeken door de muren gereflecteerd.
De zaal wordt voornamelijk gebruikt voor hedendaagse en experimentele muziek en biedt plaats aan ongeveer 65 concerten per jaar, voornamelijk door Stichting Logos. In 2012 waren ze gastheer voor de ISCM World Music Days.
De concertzaal werd in 1990 gebouwd door Godfried-Willem Raes en de werkgroep Logos uit staal, beton en plaatmetaal. De bouw duurde een jaar. De zaal werd in 1991 geopend met een driedaags festival.

## M&M robotorkest
Logos huisvest het innovatieve muziekensemble M&M robotorkest (mens en machine). Allerlei muzikale interfaces (draadloze gebarenbediening, realtime geluidsanalyse, microgolfradar, versnellingssensoren, pyrodetectoren, lichtsensoren, myo-elektrische apparaten, hersengolven, EEG en ECG enzovoort) worden gecombineerd met de resultaten van experimenteel robotontwerp. Er worden gezamenlijke concerten georganiseerd met interactieve robots en muzikanten. Zij hebben een handleiding gemaakt voor componisten die voor dit orkest willen schrijven.
In 2021 wijdde het Stedelijk Museum voor Actuele Kunst in Gent een tentoonstelling aan de Stichting Logos en haar robotorkest.